# Navarivanje
Navarivanje je proces nanošenja slojeva metala na radne površine nekih delova radi povećanja njihove otpornosti na habanje, udarni pritisak i druga opterećenja. Navarivanje se uglavnom koristi za reparaturu habajućih cilindričnih mašinskih elemenata, mada se može koristiti i pri izradi novih delova. Skoro svi bitni postupci zavarivanja mogu se primeniti i za navarivanje.

## Gasno-plameno navarivanje
Primenom ovog postupka postiže se odnos mešanja do 1%. Lako se upravlja gorionikom tako da se navar može naneti na male površine. Gorionik poseduje sud u kome se nalazi dodatni materijal u obliku praha. Debljina navarenog sloja iznosi od 0,05 do 3 mm, a brzina polaganja navara 0,5 kg/h.

## Ručno elektrolucno navarivanje
Ovaj se proces koriti za kabaste i teške delove gde se navarivanje vrši na terenu, odnosno na mestu gde su ti delovi instalirani. Cena oprema za navarivanje je niska. Odnos mešanja kreće se od 10 do 30%, a debljina navara iznad 3 mm. Često je u ovom postupku potrebno predgrevanje osnovnog materijala čime se smanjuje tvrdoća ali se izbegavaju naprsline u navaru. Dodatni materijal je obložena elektroda (najčešće bazična). Navar se zavisno od izbora elektrode može brusiti.

## Poluautomatsko navarivanje punjenom žicom
Posebno efikasan vid elektrolučkog navarivanja punjenom žicom je vrlo efikasan vid reparature. Koriste se aparati za REL ili MAG-MIG zavarivanje sa dodavačem žice i polikabelom.
Gola žica namotana je na kotur, a zaštitna obloga nalazi se u jezgru žice. Žica je po
hemijskom sastavu legura gvožđa sa visokim sadržajem elemenata koji prave karbide koji daju navaru otpornost na habanje. Nakon nanošenja navara javlja se troska u vidu tankog sloja koji se lako odvaja. Brzina polaganja navara je velika što utiče na produktivnost. Nedostatak je velika struja i samim tim i zračenje koje utiče na zavarivača pri dugotrajnom radu.

## navarivanje
Ovaj tip navarivanja nudi nekoliko pogodnosti u odnosu na ostale metode: proces može biti ručni,
poluautomatski i automatski. Luk je gladak i oslobođen troske. Dodatni materijal može biti žica ili šipka. Međutim TIG navarivanje ima i nedostke: odnos mešanja kreće se 2 do 40% ali obično 10%. Argon i helijum su skupi, a brzina navarivanja je mala. Zbog toga se TIG navarivanje koristi samo za delove malih gabarita.

## Navarivanje pod prahom
U praksi se dosta koristi zbog visoke produktivnosti i visokog kvaliteta izvedenih navara. EPP navarivanje se najčešće primenjuje za navarivanje velikih ciindričnih delova. Navarivanje se izvodi neprekidnim procesom uz obtno kretanje dela koji se navaruje kao glavnog kretanja i translatornog 
kretanja navarivačke glave duž ose valjka kao pomoćnog kretanja.

## Navarivanje plazmom
Ovaj postupak je najbolji ako se uzme u obzir odnos mešanja i dubina uvarivanja koji su najmanji u odnosu na sve poznate postupke navarivanja. Dodatni materijal se dovodi slično kao kod gasno-plamenog postupka navarivanja ili se nanosi pre navarivanja, pa se zatim stapa mlazom plazme. Navarivanje se izvodi jednosmernom strujom prave polarnosti. Jednim prolazom se može naneti navar debljine 0,25 mm i širine 6 mm. Moguće je postići brzinu navarivanja veću od 50 cm/min. Nedostaci ovog postupka su: visoka cena opreme, potrebna veština navarivača i teškoće pri radu na terenu.